# 화끈한 써비스: 어느 잔인한 미용사의
"화끈한 써비스: 어느 잔인한 미용사의"는 2015년에 개봉한 대한민국의 영화이다.

## 캐스팅
- 이언정 : 김난자 역
- 이원종 : 양길수 역
- 조경훈
- 조하석
- 최민
- 이진권 : 어린 양길수 역
- 금동현 : 집주인 역